# Baccarat
Baccarat è un comune francese di 4 723 abitanti situato nel dipartimento della Meurthe e Mosella nella regione del Grand Est. Gli abitanti si chiamano Bachamois.
La città ha dato nome al cristallo che vi si fabbrica dal XVIII secolo con la tecnica creata da Aimé-Gabriel d'Artigues.

## Storia

### Simboli
Nella parte superiore sono ripresi i simboli del capitolo della cattedrale di Metz, titolari della castellania; il calice nella parte inferiore simboleggia la produzione del cristallo.

## Società

### Evoluzione demografica
Abitanti censiti

## Amministrazione

### Gemellaggi
- Gernsbach, dal 1962